# 斯特西維爾鎮區 (愛荷華州米切爾縣)
斯特西維爾鎮區（英語：Stacyville Township）是位於美國愛荷華州米切爾縣的一個行政鎮區。

## 地方資料
根據2010年美國人口普查的數據，斯特西維爾鎮區的面積為80.68平方千米，當中陸地面積為80.59平方千米，而水域面積為0.09平方千米。當地共有人口756人，而人口密度為每平方千米9.37人。